# کنتا کاواناکا
کنتا کاواناکا (انگلیسی: Kenta Kawanaka؛ زادهٔ ۵ نوامبر ۱۹۹۷) بازیکن فوتبال اهل ژاپن است.